# 寬葉蔥
宽叶葱（学名：Allium karataviense）是葱属的一种多年生草本植物，分布于中亚，其种加词来自卡拉套山。它是一种观赏植物，因叶子宽大而得名。